# Míriam Colón
Míriam Colón, született Míriam Colón Valle (Ponce, 1936. augusztus 20. – Albuquerque, Új-Mexikó, 2017. március 3.) Puerto Ricó-i színésznő. Alapítója és igazgatója volt a New Yorkban működő Puerto Rican Traveling Theater-nak.

## Filmjei

### Mozifilmek
- Los Peloteros (1951)
- Crowded Paradise (1956)
- A félszemű Jack (One-Eyed Jacks) (1961)
- Battle at Bloody Beach (1961)
- The Outsider (1961)
- Harbor Lights (1963)
- Thunder Island (1963)
- Kaland Mexikóban (The Appaloosa) (1966)
- Távozz, barátom (The Possession of Joel Delaney) (1972)
- Bűnös élet (A Life of Sin) (1979)
- Kéjnő Kaliforniába készül (Back Roads) (1981)
- A sebhelyesarcú (Scarface) (1983)
- A remény városa (City of Hope) (1991)
- Kísértetház (The House of the Spirits) (1993)
- Sabrina (1995)
- Edipo alcalde (1996)
- Lone Star – Ahol a legendák születnek (Lone Star) (1996)
- Gloria (1999)
- Vad lovak (All the Pretty Horses) (2000)
- The Blue Diner (2001)
- Ízig-vérig nő (Almost a Woman) (2001)
- Góóól (Goal!) (2005)
- Góóól 2. (Goal! 2: Living the Dream...) (2007)
- The Cry (2007)
- Goal! 3: Taking on the World (2009, videó)
- Gun Hill Road (2011)
- Foreverland (2011)
- Bless Me, Ultima (2013)
- Az öt kedvenc (Top Five) (2014)
- The Girl Is in Trouble (2015)
- The Southside (2015)

### Tv-filmek
- Christmas in the Marketplace (1967)
- Desperate Mission (1969)
- They Call It Murder (1971)
- Dr. Max (1974)
- The Hemingway Play (1976)
- Best Kept Secrets (1984)
- Deadline: Madrid (1988)
- Ördögi szekta (Lightning Field) (1991)
- A törvény hevében (Mistrial) (1996)
- A legendás trombitás (For Love or Country: The Arturo Sandoval Story) (2000)

### Tv-sorozatok
- Danger (1955, egy epizódban)
- Star Tonight (1955, egy epizódban)
- Studio One (1956, 1958, két epizódban)
- The Big Story (1957, egy epizódban)
- Decoy (1958, egy epizódban)
- Playhouse 90 (1958, egy epizódban)
- Shirley Temple's Storybook (1958, 1961, két epizódban)
- Goodyear Theatre (1959, egy epizódban)
- Lux Playhouse (1959, egy epizódban)
- State Trooper (1959, egy epizódban)
- Markham (1959, egy epizódban)
- Mike Hammer (1959, egy epizódban)
- Peter Gunn (1959, egy epizódban)
- Tales of West Fargo (1959, egy epizódban)
- Johnny Staccato (1959, egy epizódban)
- Captain David Grief (1959, egy epizódban)
- Wanted: Dead or Alive (1959, egy epizódban)
- One Step Beyond (1959, egy epizódban)
- Johnny Midnight (1960, egy epizódban)
- Bronco (1960, egy epizódban)
- The Deputy (1960, egy epizódban)
- Overland Trail (1960, egy epizódban)
- Assignment: Underwater (1960, egy epizódban)
- The Law and Mr. Jones (1960, egy epizódban)
- Adventures in Paradise (1961, egy epizódban)
- Alfred Hitchcock Presents, a Strange Miracle epizódban (1962)
- The Tall Man (1962, egy epizódban)
- Target: The Corruptors (1962, egy epizódban)
- The New Breed (1962, egy epizódban)
- The DuPont Show of the Week (1962, egy epizódban)
- Dr. Kildare (1962, két epizódban)
- The Defenders (1962, egy epizódban)
- Gunsmoke (1962–1974, nyolc epizódban)
- Have Gun – Will Travel (1963, egy epizódban)
- Laramie (1963, egy epizódban)
- Death Valley Days (1963, egy epizódban)
- Ben Casey (1963, egy epizódban)
- The Great Adventures (1963, két epizódban)
- The Dick Van Dyke Show (1963, egy epizódban)
- Nurses (1964, egy epizódban)
- Slattery's People (1964, egy epizódban)
- The Legend of Jesse James (1966, egy epizódban)
- N.Y.P.D. (1967, egy epizódban)
- The Fugitive (1967, egy epizódban)
- The Virginian (1967, egy epizódban)
- One Life to Live (1968)
- The High Chaparral (1968, egy epizódban)
- Bonanza (1969, egy epizódban)
- All My Children (1970)
- Sanford & Son, a Julio and Sister and Nephew epizódban (1974)
- The Edge of Night (1980, hét epizódban)
- ABC Afterschool Specials (1981, egy epizódban)
- Lady Blue (1985, egy epizódban)
- Kay O'Brien (1986, egy epizódban)
- Út a mennyországba (Highway to Heaven) (1987, egy epizódban)
- L.A. Law (1991, egy epizódban)
- Esküdt ellenségek (Law & Order) (1991, egy epizódban)
- Gyilkos sorok ( Murder, She Wrote), a Day of the Dead epizódban (1992)
- Cosby nyomozó rejtélyei (The Cosby Mysteries) (1994, egy epizódban)
- New York rendőrei (NYPD Blue) (1994, egy epizódban)
- Cosby (1996, egy epizódban)
- Texasi krónikák: Laredo utcái (Streets of Laredo) (1999, három részben)
- Harmadik műszak (Third Watch) (2001, két epizódban)
- Guiding Light (2001, egy epizódban)
- Jonny Zero (2005, két epizódban)
- Különleges ügyosztály (Law & Order: Special Victims Unit) (2009, egy epizódban)
- Kergetjük az amerikai álmot (How to Make It in America) (2010–2011, hat epizódban)
- The Bay (2011, egy epizódban)
- Trinity kórház (Hawthorne) (2011, két epizódban)
- Better Call Saul (2015, két epizódban)